# العلاقات السعودية السورية
تشير العلاقات السعودية السورية إلى العلاقات الدبلوماسية والإقتصادية بين المملكة العربية السعودية والجمهورية العربية السورية. إن العلاقات الدبلوماسية بين هذين البلدين من الشرق الأوسط مرت بمراحل متقلبة منذ زمن طويل بسبب الأحداث الكبرى في المنطقة. وقد تدهورت العلاقات بين المملكة العربية السعودية وسوريا إثر الحرب الأهلية السورية ودعوات السعودية العديدة إلى عزل بشار الأسد عن السلطة. المملكة العربية السعودية قطعت علاقاتها مع سوريا بعد أن قررت إغلاق سفارتها في دمشق وطرد السفير السوري في عام 2012، ثم أعلنت سوريا عن استئناف عملها الدبلوماسي في السعودية يوم 9 مايو 2023، وفي 1 أكتوبر 2023 أُعيد افتتاح السفارة السورية بالرياض. وبعد سقوط نظام الأسد في سوريا تمتنت العلاقات بين البلدين خاصتاً بعد زيارة الرئيس السوري أحمد الشرع للمملكة العربية السعودية والتي تعد أول زيارة رسمية له منذ توليه المنصب.

## التاريخ
كانت العلاقات بين البلدين تتسم بالاضطراب منذ نشوؤها كدول عصرية.

### الأربعينات حتى الستينات
افتتحت بعثة سورية في المملكة العربية السعودية في عام 1941. ويقال إن الملك عبد العزيز آل سعود قد دافع عن استقلال سوريا ولبنان من كل من السلالة الهاشمية والانتداب الفرنسي. وقابل الملك شكري القوتلي، الرئيس الأول لسوريا المستقلة، في 17 فبراير 1945 في الفيوم، مصر. وكان كلا البلدين أعضاء مؤسسين لجامعة الدول العربية التي أنشئت في عام 1945.
أيدت المملكة العربية السعودية الانقلاب الذي وقع في سوريا على يد أديب الشيشكلي في ديسمبر 1950. ومع ذلك فإن السعودية وسوريا كانتا في معسكرات متنافسة في الخمسينات والستينات من القرن الماضي نتيجة لسياسات زعيم مصر جمال عبد الناصر والحرب الباردة. لقد دافعت سوريا عن سياسات ناصر وكانت حليفة عربية رئيسية لاتحاد الجمهوريات الاشتراكية السوفياتية. بيد أن، المملكة العربية السعودية كانت من بين معارضي سياسات ناصر وكانت قريبة من الولايات المتحدة. وفي أعقاب حكم حزب البعث في سوريا في عام 1963، أصبحت علاقاتهم الدبلوماسية متوترة مرة أخرى. وفي 23 فبراير 1966، استولى فصيل يساري من حزب البعث، اسمه البعث الجديد، بقيادة صلاح جديد، على الحكومة، مما زاد من إلحاق الضرر بالعلاقات.

### السبعينات حتى الثمانينات
وفي نهاية نوفمبر 1970، أطيح بقيادات البعثيين الجدد، وأصبح حافظ الأسد حاكماً لسوريا. وجرى فتح وتجديد المفاوضات الدبلوماسية بين البلدين. ومع وفاة ناصر في عام 1970، بدأت العلاقات تزداد تحسناً.
وقبل ثلاثة أشهر من الهجمات المشتركة بين القوات المصرية والقوات السورية على القوات الإسرائيلية في سيناء ومرتفعات الجولان، زار الرئيس المصري محمد أنور السادات والرئيس السوري حافظ الأسد الملك فيصل في الرياض في أغسطس 1973. وقد زار الملك فيصل بدوره دمشق في عام 1974 وأقنع آنذاك وزير خارجية الولايات المتحدة هنري كيسنجر بإدراج سوريا كمشارك رئيسي في المفاوضات العربية الإسرائيلية. وذكر الملك خالد، خلف الملك فيصل، في عام 1975، أن المملكة العربية السعودية تدعم الدور السوري في الحرب الأهلية اللبنانية. شارك حافظ الأسد في قمة الرياض المعقودة في عام 1976.
وقد أدى تحالف سوريا مع إيران خلال الحرب العراقية الإيرانية مرة أخرى إلى توتر العلاقات في بداية الثمانينات. قام الرئيس السوري حافظ الأسد بزيارة هامة إلى الرياض في 22 ديسمبر 1981. وعندما أصبح فهد بن عبد العزيز آل سعود حاكم المملكة العربية السعودية في عام 1982، أقام رابطاً خاصاً مع الأسد واستمر طوال حكمه. وفي أكتوبر 1989، دعا كلا البلدين بقوة إلى اتفاق الطائف الذي أعاد إرساء النظام السياسي في لبنان وإنهاء الحرب الأهلية في لبنان.

### التسعينات
كانت العلاقات بين المملكة العربية السعودية وسوريا إيجابية في التسعينات. في أعقاب الغزو العراقي للكويت في أغسطس 1990، شاركت سوريا في الائتلاف الدولي الذي تقوده الولايات المتحدة والذي أنشئ للدفاع عن السعودية وتحرير الكويت.

### العقد الأول من القرن 2000
بعد مرور أربعة أشهر على خلف بشار الأسد والده كرئيس سوري، زار المملكة العربية السعودية في أكتوبر 2000 والتقى بالملك فهد. وكانت هي ثاني زيارة رسمية قام بها بعد مصر.
كان اغتيال رئيس الوزراء اللبناني رفيق الحريري، وهو حليف للمملكة العربية السعودية، في بيروت في 14 فبراير 2005، مضرا بالعلاقات. وقد ألحقت الحرب الاسرائيلية-اللبنانية عام 2006 مزيدا من الضرر بالعلاقات إذ دافعت سوريا عن حزب الله علناً. بدأت العلاقات بين المملكة العربية السعودية وسوريا في التدهور في أغسطس 2008 عندما تم استدعاء السفير السعودي إلى الرياض وسحبه. وبالإضافة إلى ذلك، قاطع الملك عبد الله مؤتمر قمة الجامعة العربية المعقود في دمشق في عام 2008.
ومع ذلك، عينت المملكة العربية السعودية سفيرها في دمشق، عبد الله العيفان، في 25 أغسطس 2009. قام بشار الأسد بزيارة الرياض في سبتمبر 2009. في أكتوبر، قام الملك عبد الله بزيارة الرئيس السوري بشار الأسد في دمشق والتي يُنظر إليها على أنها تقارب بين بلدين. وبالإضافة إلى ذلك، عينت سورية سفيرا جديدا، مهدي دخل الله، إلى المملكة العربية السعودية في الشهر نفسه. ولذلك، أعيد إنشاء الروابط الدبلوماسية. وبحلول يناير 2010، زار الرئيس السوري الأسد المملكة العربية السعودية ثلاث مرات.

### الحرب الأهلية السورية
الحرب الأهلية السورية التي بدأت في عام 2011 أضرت بالعلاقات بين البلدين، وذلك بسبب إرسال السعودية أسلحة إلى قوات المعارضة، في حين أن إيران إلى الحكومة السورية (والقوات المتحالفة معها). وكان الملك عبد الله أول زعيم عربي يدين حكومة الأسد في أغسطس 2011 «بسبب طريقته للتعامل مع المظاهرات المناهضة للحكومة».
ونتيجة لهذه الأحداث، سحبت المملكة العربية السعودية وفدها من بعثة حفظ السلام التابعة للجامعة العربية في سوريا في 22 يناير 2012، وأغلقت سفارتها في دمشق في فبراير وكذلك طرد السفير السوري.

#### مرحلة إعادة العلاقات
في أغسطس 2017، أبلغ وزير الخارجية السعودي عادل الجبير المعارضة السورية في قمة في الرياض بأن السعودية ستتبرأ منها.
وفي مارس 2018 قال الأمير محمد بن سلمان ولي عهد السعودية في مقابلة إن «بشار الأسد سيبقى لكنني أعتقد أن مصالح بشار هي في ألا يسمح للإيرانيين بأن يفعلوا ما يريدون فعله.» وكان هذا بمثابة انقطاع عن إصرار السعودية السابق على رحيل الأسد عن منصبه. غير أنه أعرب أيضا عن معارضته لانسحاب قوات العمليات الخاصة الأمريكية من شرق سوريا، التي تخضع لسيطرة قوات سوريا الديمقراطية بدلا من حكومة الأسد. وبعد أسابيع قليلة، أشار الجبير إلى أن البلد مستعد لنشر قواته الخاصة في شرق سوريا. وقدمت المملكة العربية السعودية الدعم لقوات سوريا الديمقراطية، واجتمعت في مايو 2018 مع مسؤولي قوات سوريا الديمقراطية من أجل توسيع الروابط العسكرية.
في 26 أغسطس 2018، ادعى النائب اللبناني نواف الموسوي أن الأسد رفض عرضا من الأمير محمد لتقديم السعودية مساعدات لإعادة الإعمار في مقابل قطع سوريا علاقاتها مع إيران وحزب الله.
في أغسطس 2018، ذكر الجبير في مؤتمر صحفي مشترك مع وزير الخارجية الروسي سيرغي لافروف أن المملكة العربية السعودية ستعمل مع روسيا في التوصل إلى حل سياسي للحرب الأهلية السورية. ورحب وزير الخارجية السوري وليد المعلم بملاحظاته، حيث أثنى على «اللغة الجديدة المستخدمة لتحديد موقف المملكة العربية السعودية».
في نوفمبر 2018، أفيد بأن المملكة العربية السعودية وسوريا تتفاوض على مصالحة سياسية، مع قيام الإمارات العربية المتحدة بالوساطة. وشملت هذه المحادثات التعاون المحتمل ضد جماعة الإخوان المسلمين في المنطقة في المستقبل.
وفي يناير 2019، نفت وزارة الخارجية السعودية تقريرا بأنها ستعيد فتح سفارتها في دمشق على الفور، في أعقاب قرارات اتخذتها الإمارات والبحرين بإعادة فتح سفارتيها هناك.
وفي فبراير 2019، ذُكر أن روسيا شرعت في جهود ضغط مركزة على المملكة العربية السعودية وثلاثة بلدان عربية أخرى لدعم إعادة السماح بدخول سوريا إلى الجامعة العربية، وأن المملكة العربية السعودية تسعى إلى الحصول على تأكيدات بأن روسيا ستقلل من النفوذ السياسي الإيراني في سوريا كشرط أساسي للقيام بذلك.
منذ فبراير 2019، توقفت وسائل الإعلام السورية عن انتقاد المملكة العربية السعودية، وركزت بدلاً من ذلك على قطر وتركيا كتهديدين، في حين تجنب وزير الخارجية السعودي فيصل بن فرحان آل سعود انتقاد سوريا في خطاباته منذ تعيينه في أكتوبر 2019.
لا تزال جهود دمشق للعودة إلى جامعة الدول العربية تواجه معارضة من المملكة العربية السعودية في أوائل 2022، حيث فشل الجانب السوري في إدانة الهجمات على المملكة العربية السعودية واستمرار وجود الميليشيات المدعومة من إيران في سوريا.

### عودة العلاقات بين البلدين
في فبراير 2023 بدأت بوادر أيجابية بين البلدين بعد تصريح وزير الخارجية السعودي الأمير فيصل بن فرحان آل سعود والذي أكد على أن أجماعاً بدأ يتشكل في العالم العربي بأنه لا جدوى من عزل سوريا وأن الحوار معها مطلوب حتى تتسنى على الأقل معالجة المشاكل الإنسانية بما في ذالك عودة اللاجئين. 
وفي 13 أبريل 2023 زار وزير الخارجية السوري فيصل المقداد المملمة العربية السعودية والتقي مع وزير الخارجية السعودي الأمير فيصل بن فرحان آل سعود وخلال الزيارة قرر البلدين بدء إجراءات إستئناف الخدمات القنصلية والرحلات الجوية  
وفي 10 مايو 2023 قررت المملكة العربية السعودية والجمهورية العربية السورية إعادة فتح السفارات بين البلدين  
وفي نفس اليوم وجه خادم الحرمين الشريفين الملك سلمان بن عبدالعزيز آل سعود ملك المملكة العربية السعودية دعوة إلى فخامة الرئيس بشار الأسد رئيس الجمهورية العربية السورية للمشاركة في القمة العربية 2023 وذالك بعد عودة سوريا لجامعة الدول العربية في 7 مايو 2023
وفي 19 مايو 2023 زار فخامة الرئيس بشار الأسد رئيس الجمهورية العربية السورية المملكة العربية السعودية للمشاركة في القمة العربية 2023 وكما إلتقى بصاحب السمو الملكي الأمير محمد بن سلمان آل سعود ولي العهد رئيس مجلس الوزراء بالمملكة العربية السعودية
وفي 1 أكتوبر 2023 أُعيد افتتاح السفارة السورية بالرياض 

## الروابط الاقتصادية
كان أحد العلاقات الاقتصادية المبكرة بين المملكة العربية السعودية وسوريا عام 1950 عند التوقيع على اتفاق تجاري وقدمت المملكة العربية السعودية الدعم المالي إلى سوريا. وتلتها اتفاقات تجارية أخرى، غير أن الملك فيصل قد ألغى جميع هذه الاتفاقات في 3 مايو 1966 بسبب الموقف العدائي الذي اتخذته حكومة البعثية الجديدة في سوريا تجاه المملكة العربية السعودية. وفي 4 أبريل 1972، وقع البلدان اتفاقا تجاريا واقتصاديا آخر. وسمح الاتفاق باستيراد وتصدير المنتجات المحلية بحرية بين بلدين دون رسوم جمركية للمنتجات الزراعية والثروة الحيوانية والموارد الطبيعية. وعلى إثر الدعم السوري للتحالف في الحرب ضد غزو الكويت، قدمت الكويت والمملكة العربية السعودية قرابة 2.2–2.6 مليار دولار أمريكي من المساعدات. وفي فبراير 1991، شكلت المملكة العربية السعودية وسوريا لجنة مشتركة، وعززت التعاون الاقتصادي بين البلدين.
وفي عام 1997، شملت الصادرات السورية إلى المملكة العربية السعودية في معظمها الماشية والفواكه والخضروات والمنسوجات والأثاث التي كان مجموع تكلفتها أكثر من 602 مليون ريال. وكانت المواد الرئيسية التي صدرتها المملكة العربية السعودية إلى سوريا هي النفط الخام ومنتجاتها، والزيت النباتي والتمر، وبلغت تكلفتها 262 مليون ريال تقريبا. وبالإضافة إلى ذلك، فإن المملكة العربية السعودية كان لديها استثمارات خاصة في سوريا بتكلفة بلغت 700 مليون دولار أمريكي في العام نفسه. وبلغ عدد المشاريع المشتركة نحو 50 مشروعا.
وقد وقعت سوريا والمملكة العربية السعودية اتفاقا في 20 فبراير 2001 لإنشاء منطقة للتجارة الحرة. وفي ديسمبر 2001، وقّع كل من البلدين والأردن مذكرة تفاهم بشأن إنشاء خط للسكك الحديدية يستخدمه الثلاثة جميعا للأغراض التجارية. وفي وقت لاحق، انضم كلا البلدين إلى منطقة التجارة العربية الحرة الكبرى.
وبالتوازي مع العلاقات الدبلوماسية المتوترة في عام 2008، شرع كلا البلدين في فرض ضرائب على منتجات الآخر، غير أن الضرائب انتهت في عام 2009. وكان الرقم غير الرسمي للاستثمارات السعودية السنوية لعام 2007 في سوريا 750 مليون دولار، وارتفع إلى مليار دولار في عام 2009. وفي 6 و7 مارس 2010، عُقد في دمشق كل من منتدى الأعمال التجارية السعودية – السورية والدورة الـ 11 للجنة السورية - السعودية المشتركة. تم التوقيع على خمسة اتفاقات تعاون خلال الأحداث.

### بعد سقوط نظام الأسد
بعد سقوط نظام الأسد، وإسقاط العقوبات الدولية عن سوريا في الإعلان الرسمي خلال منتدى الاستثمار السعودي الأمريكي 2025، أعلنت وزارة الاستثمار السعودية بالتنسيق مع اتحاد الغرف السعودية وبتوجيه من ولي العهد الأمير محمد بن سلمان بن عبد العزيز آل سعود عن إقامة منتدى الاستثمار السوري السعودي 2025 بتاريخ 27 محرم 1447هـ - الموافق - 22 يوليو 2025م والذي يكون في العاصمة السورية دمشق، ليجذب استثمارات القطاعين السعودييْن العام والخاص بأكثر من 15 مليار ريال سعودي من أكثر من 120 مستثمر قادمين في وفد رفيع المستوى من مختلف القطاعات التجارية، وذلك عبر حصر الشركات الراغبة في الاستثمار في سوريا وتنظيم عدد من ورش العمل، وقد أعلنت السفارة السعودية في سوريا في يومها عن إتاحة تراخيص السفر للراغبين من رجال الأعمال والمستثمرين السعوديين والسوريين بما يسمح لهم تبادل الزيارات واستكشاف الفرص الاستثمارية، ويهدف المنتدى إلى توقيع اتفاقيات تعزز التنمية المستدامة وتسريع تعافي الدولة السورية وتعزيز اقتصادها وتنمية العلاقات بين البلدين.

## العوامل التي تؤثر في العلاقات
يقول سونوكو سوناياما، وهو خبير في الشرق الأوسط، إنه على الرغم من أهمية الشواغل الاقتصادية وتوازن القوى، فإن الشواغل المتعلقة بالهوية والإيديولوجيا تؤدي أهم دور في العلاقات بين البلدين. ومن ناحية أخرى، يشير إيان بلاك في صحيفة الغارديان، من ناحية أخرى، إلى أن السياسة الخارجية السعودية تركز في معظمها على الأعمال التجارية التي تنطوي على حوافز مالية ومبادرات ذات دلالة منخفضة، وهي سياسة استمرت تجاه سوريا حتى إدانة الملك عبد الله البارزة لحكومة الأسد في عام 2011.
يتشاطر كلا البلدين القومية العربية والهوية الإسلامية. ولكن هناك عنصر مهم في هويتهم وحكومتهم، ألا وهو النمط العلماني مقابل النمط المحافظ، يختلف تماما عن أن لسوريا حكومة وأسلوب حياة علماني، في حين أن للمملكة العربية السعودية نظاما ورأيا عالميا محافظا.

## طالع أيضًا
- السفارة السورية في الرياض
- السفارة السعودية في دمشق